# Xylocopa cornigera
Xylocopa cornigera är en biart som beskrevs av Heinrich Friese 1909. Xylocopa cornigera ingår i släktet snickarbin, och familjen långtungebin. Inga underarter finns listade i Catalogue of Life.